# Taynuilt
Taynuilt (ˈtɛinəlt; gaélique écossais : Taigh an Uillt - [t̪ʰɤj ən̪ˠ ˈɯiʎtʲ]) est un village situé dans l’Argyll and Bute, en Écosse.